# Xylomya decora
Xylomya decora är en tvåvingeart som beskrevs av Yang och Akira Nagatomi 1993. Xylomya decora ingår i släktet Xylomya och familjen lövträdsflugor.
Artens utbredningsområde är Hubei (Kina). Inga underarter finns listade i Catalogue of Life.